# Pierre Falcone
Pour les articles homonymes, voir Falcone (homonymie).
Pierre-Joseph Falcone, connu sous le nom de Pierre Falcone, né le 19 mars 1954 à Alger (Algérie), est un homme d’affaires français aujourd'hui président du conseil d’administration de la société Pierson Capital, entreprise spécialisée dans le conseil stratégique et financier. 
Proche de Charles Pasqua à qui il sert d’intermédiaire dans plusieurs affaires, il est impliqué dans le scandale des frégates de Taïwan et dans le commerce d'armes vers l'Angola en pleine guerre civile.

## Jeunesse et études
La famille Falcone s'installe en Algérie en 1880. Pierre Falcone est le fils de Pierre Falcone (père), un entrepreneur français qui crée la marque "Papa Falcone", une entreprise de pêcherie industrielle en Algérie. À la suite de l'indépendance de l'Algérie, la famille quitte le pays en juin 1962, Pierre Falcone arrive en France à l'âge de 8 ans.
En 1973, il obtient son baccalauréat option Philosophie. Il poursuit ses études à la faculté de droit et sciences économiques à l'Université d'Aix-Marseille.

## Une carrière internationale
En avril 1977, Pierre Falcone arrive au Brésil. Il apprend rapidement le portugais et obtient l’autorisation d’entreprendre. Bénéficiant du dynamisme et des opportunités de l’économie brésilienne, il crée alors une société de vente et d’exportation de cœurs de palmiers.

### Brenco
En 1985, Pierre Falcone fonde la société Brenco Trading International Limited, immatriculée aux îles Vierges britanniques et à l’île de Man.
Dans un premier temps, l’activité de Brenco consiste essentiellement en la construction d’hôpitaux, d’autoroutes et d’écoles dans les pays en voie de développement. 
De 1989 à 1997, Pierre Falcone, via Brenco, devient un interlocuteur et conseiller privilégié de la Sofremi (Société Française d’Exportation des matériels et systèmes du ministère de l’Intérieur).
Brenco s'implante en Chine en 1988. Pierre Falcone y négocie l’installation des premiers panneaux publicitaires électrifiés dans les rues et aide Axa à obtenir sa première licence d’assureur AXA-UAP Branche Vie dans le pays. Il est également consultant auprès de Costind pour de grandes entreprises françaises et participe, en tant que consultant pour Aerospatiale, au programme de satellites Sinosat ainsi qu’à la vente de Sinosat 1.

### Pierson Capital Group
Pierre  Falcone est à la tête du groupe Pierson Capital, créé dans le but de développer des entreprises dans les marchés émergents à forte croissance. L'entreprise est spécialisée dans la réalisation et l’accompagnement de projet de travaux publics de grande ampleur :
- Luanda 2 : création d’un complexe immobilier social comprenant 20 000 appartements, 6 667 maisons individuelles, 17 écoles, 24 jardins d’enfants ainsi qu’un centre commercial[3],[4] ;
- programme de création de logements sociaux au Venezuela : construction de 20 000 appartements dans six parties du pays ainsi que les routes connexes, les services publics et les centres éducatifs, sportifs et récréatifs[2],[5] ;
- autoroute allant de Pointe-Noire à Brazzaville au Congo[2].

Avec Pierson Capital, Pierre Falcone est reconnu comme un acteur central du développement commercial de la Chine en Afrique.

## Vie privée
Pierre Falcone se marie en 1994 avec Sonia Montero, ancienne Miss Bolivie 1988 et très active dans les domaines de l'art et de la philanthropie. Ensemble, ils ont trois enfants.

## Démêlés judiciaires
Pierre Falcone a été condamné à deux reprises par la justice française.
En 2003, il est nommé ministre de l'Angola à l'UNESCO, ce qui lui permet de se soustraire à son contrôle judiciaire.
En décembre 2007, Pierre Falcone est condamné par le tribunal correctionnel de Paris à un an de prison ferme pour détournement de fonds dans l’affaire de la Sofremi.
En janvier 2008, il est condamné pour fraude fiscale à payer une amende et à 4 ans de prison (réduit à 2 ans et demi en appel), alors même qu’il se défend de ne pas être imposable en France à ce moment-là.
En 2009, Pierre Falcone est impliqué dans l'affaire dite de l'Angolagate.  Il est relaxé en appel le 29 avril 2011,, la justice française s'étant estimée coupable de juger une affaire qui ne concernait pas l'État français.